# Aegialites chirinkotanensis
Aegialites chirinkotanensis es una especie de coleóptero de la familia Salpingidae.

## Distribución geográfica
Habita en Rusia.